# Liste der Premierminister Portugals
Dies ist eine Liste der Regierungschefs von Portugal seit dem Sieg der Konstitutionalisten (Liberale) im Miguelistenkrieg (1828–1834) bis zur Gegenwart.

## Königreich Portugal: konstitutionelle Monarchie (1834–1910)
| Vorsitzender des Ministerrates – Presidente do Conselho dos Ministros | Vorsitzender des Ministerrates – Presidente do Conselho dos Ministros | Vorsitzender des Ministerrates – Presidente do Conselho dos Ministros                                                        | Vorsitzender des Ministerrates – Presidente do Conselho dos Ministros | Vorsitzender des Ministerrates – Presidente do Conselho dos Ministros | Vorsitzender des Ministerrates – Presidente do Conselho dos Ministros | Vorsitzender des Ministerrates – Presidente do Conselho dos Ministros |
| Nr.                                                                   | Bild                                                                  | Name (Lebensdaten) | Amtsbeginn                                                            | Amtsende                                                              | Partei                                                                | Anmerkungen                                                           |
| --------------------------------------------------------------------- | --------------------------------------------------------------------- | --- | --------------------------------------------------------------------- | --------------------------------------------------------------------- | --------------------------------------------------------------------- | --------------------------------------------------------------------- |
| 1                                                                     |                                                                       | Pedro de Sousa Holstein, Herzog von Palmela (1781–1850)                                                                      | 24. September 1834                                                    | 4. Mai 1835                                                           | Liberale                                                              | 1. Amtszeit                                                           |
| 2                                                                     |                                                                       | Vitório Maria Francisco de Sousa Coutinho Teixeira de Andrade Barbosa, Graf von Linhares (1790–1857)                         | 4. Mai 1835                                                           | 27. Mai 1835                                                          | Liberale                                                              |                                                                       |
| 3                                                                     |                                                                       | João Carlos Gregório Domingues Vicente Francisco de Saldanha Oliveira e Daun, Herzog von Saldanha (1790–1876)                | 27. Mai 1835                                                          | 18. November 1835                                                     | parteilos (Cartisten)                                                 | 1. Amtszeit                                                           |
| 4                                                                     |                                                                       | José Jorge Loureiro (1791–1860)                                                                                              | 18. November 1835                                                     | 20. April 1836                                                        | Liberale                                                              |                                                                       |
| 5                                                                     |                                                                       | António José de Sousa Manoel de Menezes Severim de Noronha, Herzog von Terceira, Markgraf und Graf von Vila-Flor (1791–1860) | 20. April 1836                                                        | 10. September 1836                                                    | Liberale                                                              | 1. Amtszeit                                                           |
| 6                                                                     |                                                                       | José Manuel Inácio da Cunha Faro Menezes Portugal da Gama Carneiro e Sousa, Graf von Lumiares (1788–1849)                    | 10. September 1836                                                    | 4. November 1836                                                      | parteilos (Setembristen)                                              |                                                                       |
| 7                                                                     |                                                                       | Bernardo de Sá Nogueira de Figueiredo, Markgraf von Sá da Bandeira (1795–1876)                                               | 4. November 1836                                                      | 1. Juni 1837                                                          | parteilos (Setembristen)                                              | 1. Amtszeit                                                           |
| 8                                                                     |                                                                       | António Dias de Oliveira (1804–1863)                                                                                         | 1. Juni 1837                                                          | 10. August 1837                                                       | parteilos (Setembristen)                                              |                                                                       |
| 9                                                                     |                                                                       | Bernardo de Sá Nogueira de Figueiredo, Markgraf von Sá da Bandeira (1795–1876)                                               | 10. August 1837                                                       | 17. April 1839                                                        | parteilos (Setembristen)                                              | 2. Amtszeit                                                           |
| 10                                                                    |                                                                       | Rodrigo Pinto Pizarro Pimentel de Almeida Carvalhais, Baron von Ribeira de Sabrosa (1788–1841)                               | 17. April 1839                                                        | 26. November 1839                                                     | parteilos (Setembristen)                                              |                                                                       |
| 11                                                                    |                                                                       | José Lúcio Travassos Valdez, Graf von Bonfim (1787–1862)                                                                     | 26. November 1839                                                     | 9. Juni 1841                                                          | parteilos (Setembristen)                                              |                                                                       |
| 12                                                                    |                                                                       | Joaquim António de Aguiar (1792–1884)                                                                                        | 9. Juni 1841                                                          | 7. Februar 1842                                                       | parteilos (Setembristen)                                              | 1. Amtszeit                                                           |
| 13                                                                    |                                                                       | Pedro de Sousa Holstein,' Herzog von Palmela (1781–1850)                                                                     | 7. Februar 1842                                                       | 9. Februar 1842                                                       | Liberale                                                              | 2. Amtszeit                                                           |
| 14                                                                    |                                                                       | Herzog von Terceira (1791–1860)                                                                                              | 9. Februar 1842                                                       | 20. Mai 1846                                                          | Liberale                                                              | 2. Amtszeit                                                           |
| 15                                                                    |                                                                       | Pedro de Sousa Holstein,' Herzog von Palmela (1781–1850)                                                                     | 20. Mai 1846                                                          | 6. Oktober 1846                                                       | Liberale                                                              | 3. Amtszeit                                                           |
| 16                                                                    |                                                                       | Herzog von Saldanha (1790–1876)                                                                                              | 6. Oktober 1846                                                       | 18. Juni 1849                                                         | parteilos (Cartisten)                                                 | 2. Amtszeit                                                           |
| 17                                                                    |                                                                       | António Bernardo da Costa Cabral, Markgraf von Tomar (1803–1889)                                                             | 18. Juni 1849                                                         | 26. April 1851                                                        | parteilos (Cartisten)                                                 | 1. Amtszeit                                                           |
| 18                                                                    |                                                                       | Herzog von Terceira (1791–1860)                                                                                              | 26. April 1851                                                        | 1. Mai 1851                                                           | parteilos (Cartisten)                                                 | 3. Amtszeit                                                           |
| 19                                                                    |                                                                       | Herzog von Saldanha (1790–1876)                                                                                              | 1. Mai 1851                                                           | 6. Juni 1856                                                          | PR                                                                    | 3. Amtszeit                                                           |
| 20                                                                    |                                                                       | Nuno José Severo de Mendoça Rolim de Moura Barreto, Herzog von Loulé, Graf von Vale de Reis (1804–1875)                      | 6. Juni 1856                                                          | 17. März 1859                                                         | PH                                                                    | 1. Amtszeit                                                           |
| 21                                                                    |                                                                       | Herzog von Terceira (1791–1860)                                                                                              | 17. März 1859                                                         | 26. April 1860                                                        | PR                                                                    | 4. Amtszeit                                                           |
| −                                                                     |                                                                       | António Maria de Fontes Pereira de Melo (kommissarisch) (1792–1884)                                                          | 26. April 1860                                                        | 1. Mai 1860                                                           | PR                                                                    |                                                                       |
| 22                                                                    |                                                                       | Joaquim António de Aguiar (1792–1884)                                                                                        | 1. Mai 1860                                                           | 4. Juli 1860                                                          | PR                                                                    | 2. Amtszeit                                                           |
| 23                                                                    |                                                                       | Herzog von Loulé (1804–1875)                                                                                                 | 4. Juli 1860                                                          | 17. April 1865                                                        | PH                                                                    | 2. Amtszeit                                                           |
| 24                                                                    |                                                                       | Markgraf von Sá da Bandeira (1795–1876)                                                                                      | 17. April 1865                                                        | 4. September 1865                                                     | PR                                                                    | 3. Amtszeit                                                           |
| 25                                                                    |                                                                       | Joaquim António de Aguiar (1792–1884)                                                                                        | 4. September 1865                                                     | 4. Januar 1868                                                        | große Koalition (Governo da fusão): PR mit PH                         | 3. Amtszeit                                                           |
| 26                                                                    |                                                                       | António José de Ávila, Markgraf von Ávila e Bolama, Graf von Ávila (1806–1881)                                               | 4. Januar 1868                                                        | 22. Juli 1868                                                         | PR                                                                    | 1. Amtszeit                                                           |
| 27                                                                    |                                                                       | Markgraf von Sá da Bandeira (1795–1876)                                                                                      | 22. Juli 1868                                                         | 11. August 1869                                                       | PR                                                                    | 4. Amtszeit                                                           |
| 28                                                                    |                                                                       | Herzog von Loulé (1804–1875)                                                                                                 | 11. August 1869                                                       | 26. Mai 1870                                                          | PH                                                                    | 3. Amtszeit                                                           |
| 29                                                                    |                                                                       | Herzog von Saldanha (1790–1876)                                                                                              | 26. Mai 1870                                                          | 30. August 1870                                                       | PR                                                                    | 4. Amtszeit                                                           |
| 30                                                                    |                                                                       | Markgraf von Sá da Bandeira (1795–1876)                                                                                      | 30. August 1870                                                       | 31. Oktober 1870                                                      | PR                                                                    | 5. Amtszeit                                                           |
| 31                                                                    |                                                                       | Markgraf von Ávila e Bolama (1806–1881)                                                                                      | 31. Oktober 1870                                                      | 13. September 1871                                                    | PR                                                                    | 2. Amtszeit                                                           |
| 32                                                                    |                                                                       | António Maria de Fontes Pereira de Melo (1792–1884)                                                                          | 13. September 1871                                                    | 5. März 1877                                                          | PR                                                                    | 1. Amtszeit                                                           |
| 33                                                                    |                                                                       | Markgraf von Ávila e Bolama (1806–1881)                                                                                      | 5. März 1877                                                          | 29. Januar 1878                                                       | PR                                                                    | 3. Amtszeit                                                           |
| 34                                                                    |                                                                       | António Maria de Fontes Pereira de Melo (1792–1884)                                                                          | 29. Januar 1879                                                       | 1. Juni 1879                                                          | PR                                                                    | 2. Amtszeit                                                           |
| 35                                                                    |                                                                       | Anselmo José Braamcamp (1819–1885)                                                                                           | 1. Juni 1879                                                          | 25. März 1881                                                         | PP                                                                    |                                                                       |
| 36                                                                    |                                                                       | António Rodrigues Sampaio (1806–1882)                                                                                        | 25. März 1881                                                         | 14. November 1881                                                     | PR                                                                    |                                                                       |
| 37                                                                    |                                                                       | António Maria de Fontes Pereira de Melo (1792–1884)                                                                          | 14. November 1881                                                     | 20. Februar 1886                                                      | PR                                                                    | 3. Amtszeit                                                           |
| 38                                                                    |                                                                       | José Luciano de Castro Pereira Côrte-Real (1834–1914)                                                                        | 20. Februar 1886                                                      | 14. Januar 1890                                                       | PP                                                                    | 1. Amtszeit                                                           |
| 39                                                                    |                                                                       | António de Serpa Pimentel (1825–1900)                                                                                        | 14. Januar 1890                                                       | 13. Oktober 1890                                                      | PR                                                                    |                                                                       |
| 40                                                                    |                                                                       | João Crisóstomo de Abreu e Sousa (1811–1895)                                                                                 | 13. Oktober 1890                                                      | 17. Januar 1892                                                       | Militär                                                               |                                                                       |
| 41                                                                    |                                                                       | José Dias Ferreira (1837–1909)                                                                                               | 17. Januar 1892                                                       | 22. Februar 1893                                                      | parteilos                                                             |                                                                       |
| 42                                                                    |                                                                       | Ernesto Rodolfo Hintze Ribeiro (1849–1907)                                                                                   | 22. Februar 1893                                                      | 7. Februar 1897                                                       | PR                                                                    | 1. Amtszeit                                                           |
| 43                                                                    |                                                                       | José Luciano de Castro Pereira Côrte-Real (1834–1914)                                                                        | 7. Februar 1897                                                       | 24. Juni 1900                                                         | PP                                                                    | 2. Amtszeit                                                           |
| 44                                                                    |                                                                       | Ernesto Rodolfo Hintze Ribeiro (1849–1907)                                                                                   | 24. Juni 1900                                                         | 19. Oktober 1904                                                      | PR                                                                    | 2. Amtszeit                                                           |
| 45                                                                    |                                                                       | José Luciano de Castro Pereira Côrte-Real (1834–1914)                                                                        | 19. Oktober 1904                                                      | 20. März 1906                                                         | PP                                                                    | 3. Amtszeit                                                           |
| 46                                                                    |                                                                       | Ernesto Rodolfo Hintze Ribeiro (1849–1907)                                                                                   | 20. März 1906                                                         | 19. Mai 1906                                                          | PR                                                                    | 3. Amtszeit                                                           |
| 47                                                                    |                                                                       | João Franco (1855–1929) | 19. Mai 1906                                                          | 4. Februar 1908                                                       | PRL                                                                   |                                                                       |
| 48                                                                    |                                                                       | Francisco Joaquim Ferreira do Amaral (1844–1923)                                                                             | 4. Februar 1908                                                       | 25. Dezember 1908                                                     | Militär                                                               |                                                                       |
| 49                                                                    |                                                                       | Artur Alberto de Campos Henriques (1853–1922)                                                                                | 25. Dezember 1908                                                     | 11. April 1909                                                        | PR                                                                    |                                                                       |
| 50                                                                    |                                                                       | Sebastião Cústodio de Sousa Teles (1847–1921)                                                                                | 11. April 1909                                                        | 13. Mai 1909                                                          | Militär                                                               |                                                                       |
| 51                                                                    |                                                                       | Venceslau de Sousa Pereira de Lima (1858–1919)                                                                               | 13. Mai 1909                                                          | 22. Dezember 1909                                                     | PR                                                                    |                                                                       |
| 52                                                                    |                                                                       | Francisco António da Veiga Beirão (1841–1916)                                                                                | 22. Dezember 1909                                                     | 26. Juni 1910                                                         | PP                                                                    |                                                                       |
| 53                                                                    |                                                                       | António Teixeira de Sousa (1857–1917)                                                                                        | 26. Juni 1910                                                         | 5. Oktober 1910                                                       | PR                                                                    |                                                                       |

## Erste Republik(1911–1926)
| Vorsitzender der Provisorischen Regierung – Presidente do Governo Provisório | Vorsitzender der Provisorischen Regierung – Presidente do Governo Provisório | Vorsitzender der Provisorischen Regierung – Presidente do Governo Provisório                                                 | Vorsitzender der Provisorischen Regierung – Presidente do Governo Provisório | Vorsitzender der Provisorischen Regierung – Presidente do Governo Provisório | Vorsitzender der Provisorischen Regierung – Presidente do Governo Provisório |
| Nr.                                                                          | Bild                                                                         | Name (Lebensdaten) | Amtsbeginn                                                                   | Amtsende                                                                     | Partei                                                                       |
| ---------------------------------------------------------------------------- | ---------------------------------------------------------------------------- | --- | ---------------------------------------------------------------------------- | ---------------------------------------------------------------------------- | ---------------------------------------------------------------------------- |
| −                                                                            |                                                                              | Teófilo Braga (1842–1924) | 5. Oktober 1910                                                              | 3. September 1911                                                            | PRP                                                                          |
|                                                                              |                                                                              | |                                                                              |                                                                              |                                                                              |
| Vorsitzender des Ministeriums – Presidente do Ministério                     |                                                                              | |                                                                              |                                                                              |                                                                              |
| Nr.                                                                          | Bild                                                                         | Name (Lebensdaten) | Amtsbeginn                                                                   | Amtsende                                                                     | Partei                                                                       |
| 1                                                                            |                                                                              | João Pinheiro Chagas (1863–1925)                                                                                             | 3. September 1911                                                            | 12. November 1911                                                            | PRP                                                                          |
| 2                                                                            |                                                                              | Augusto de Vasconcelos (1867–1951)                                                                                           | 12. November 1911                                                            | 16. Juni 1912                                                                | PD                                                                           |
| 3                                                                            |                                                                              | Duarte Leite Pereira da Silva (1864–1950)                                                                                    | 16. Juni 1912                                                                | 9. Januar 1913                                                               | PD                                                                           |
| 4                                                                            |                                                                              | Afonso Costa (1871–1937) | 9. Januar 1913                                                               | 9. Februar 1914                                                              | PD                                                                           |
| 5                                                                            |                                                                              | Bernardino Luís Machado Guimarães (1851–1944)                                                                                | 9. Februar 1914                                                              | 12. Dezember 1914                                                            | PD                                                                           |
| 6                                                                            |                                                                              | Victor Hugo de Azevedo Coutinho (1871–1955)                                                                                  | 12. Dezember 1914                                                            | 25. Januar 1915                                                              | PD                                                                           |
| 7                                                                            |                                                                              | Joaquim Pimenta de Castro (1846–1918)                                                                                        | 25. Januar 1915                                                              | 14. Mai 1915                                                                 | Militär                                                                      |
| −                                                                            |                                                                              | Verfassungsjunta: José Norton de Matos António Maria da Silva José de Freitas Ribeiro Alfredo de Sá Cardoso Álvaro de Castro | 14. Mai 1915                                                                 | 17. Mai 1915                                                                 | PD                                                                           |
| −                                                                            |                                                                              | João Pinheiro Chagas (Amt nicht angetreten) (1863–1925)                                                                      | 17. Mai 1915                                                                 | 29. Mai 1915                                                                 | PRP                                                                          |
| 8                                                                            |                                                                              | José de Castro (1863–1925)                                                                                                   | 17. Mai 1915                                                                 | 29. November 1915                                                            | PD                                                                           |
| 9                                                                            |                                                                              | Afonso Costa (1871–1937) | 29. November 1915                                                            | 15. März 1916                                                                | PD                                                                           |
| 10                                                                           |                                                                              | António José de Almeida (1866–1929)                                                                                          | 15. März 1916                                                                | 25. April 1917                                                               | Große Koalition PD mit PRE                                                   |
| 11                                                                           |                                                                              | Afonso Costa (1871–1937) | 25. April 1917                                                               | 7. Dezember 1917                                                             | Große Koalition PD mit PRE                                                   |
| −                                                                            |                                                                              | José Norton de Matos (interim) (1867–1955)                                                                                   | 7. Oktober 1917                                                              | 25. Oktober 1917                                                             | PD                                                                           |
| −                                                                            | 17. November 1917                                                            | José Norton de Matos (interim) (1867–1955)                                                                                   | 7. Dezember 1917                                                             |                                                                              | PD                                                                           |
| 12                                                                           |                                                                              | Sidónio Pais (1872–1918) | 7. Dezember 1917                                                             | 14. Dezember 1918 (gestorben)                                                | Militär / PNR                                                                |
| 13                                                                           |                                                                              | João do Canto e Castro (1862–1934)                                                                                           | 15. Dezember 1918                                                            | 23. Dezember 1918                                                            | PNR                                                                          |
| 14                                                                           |                                                                              | João Tamagnini de Sousa Barbosa (1883–1943)                                                                                  | 23. Dezember 1918                                                            | 27. Januar 1919                                                              | PNR                                                                          |
| 15                                                                           |                                                                              | José Carlos de Mascarenhas Relvas (1858–1929)                                                                                | 27. Januar 1919                                                              | 30. März 1919                                                                | PD                                                                           |
| 16                                                                           |                                                                              | Domingos Leite Pereira (1882–1956)                                                                                           | 30. März 1919                                                                | 29. Juni 1919                                                                | PD                                                                           |
| 17                                                                           |                                                                              | Alfredo de Sá Cardoso (1864–1950)                                                                                            | 29. Juni 1919                                                                | 15. Januar 1920                                                              | PD                                                                           |
| −                                                                            |                                                                              | Francisco José Fernandes Costa (Amt nicht angetreten) (1857–1929)                                                            | 15. Januar 1920                                                              | 15. Januar 1920                                                              | PLR                                                                          |
| −                                                                            |                                                                              | Alfredo de Sá Cardoso (1864–1950)                                                                                            | 15. Januar 1920 (wiedereingesetzt)                                           | 2. Februar 1920                                                              | PD                                                                           |
| 18                                                                           |                                                                              | Domingos Leite Pereira (1882–1956)                                                                                           | 2. Februar 1920                                                              | 8. März 1920                                                                 | PD                                                                           |
| 19                                                                           |                                                                              | António Maria Baptista (1866–1920)                                                                                           | 8. März 1920                                                                 | 6. Juni 1920 (verstorben)                                                    | PD                                                                           |
| −                                                                            |                                                                              | José Ramos Preto (kommissarisch) (1871–1949)                                                                                 | 6. Juni 1920                                                                 | 26. Juni 1920                                                                | PD                                                                           |
| 20                                                                           |                                                                              | António Maria da Silva (1872–1950)                                                                                           | 26. Juni 1920                                                                | 19. Juli 1920                                                                | PD                                                                           |
| 21                                                                           |                                                                              | António Joaquim Granjo (1881–1921)                                                                                           | 19. Juli 1920                                                                | 20. November 1920                                                            | PLR                                                                          |
| 22                                                                           |                                                                              | Álvaro de Castro (1878–1928)                                                                                                 | 20. November 1920                                                            | 30. November 1920                                                            | PRRN                                                                         |
| 23                                                                           |                                                                              | Liberato Ribeiro Pinto (1880–1949)                                                                                           | 30. November 1920                                                            | 2. März 1921                                                                 | PD                                                                           |
| 24                                                                           |                                                                              | Bernardino Luís Machado Guimarães (1851–1944)                                                                                | 2. März 1921                                                                 | 23. Mai 1921                                                                 | PD                                                                           |
| 25                                                                           |                                                                              | Tomé José de Barros Queirós (1872–1926)                                                                                      | 23. Mai 1921                                                                 | 30. August 1921                                                              | PLR                                                                          |
| 26                                                                           |                                                                              | António Joaquim Granjo (1881–1921)                                                                                           | 30. August 1921                                                              | 19. Oktober 1921                                                             | PLR                                                                          |
| 27                                                                           |                                                                              | Manuel Maria Coelho (1857–1943)                                                                                              | 19. Oktober 1921                                                             | 5. November 1921                                                             | PNR                                                                          |
| 28                                                                           |                                                                              | Carlos Maia Pinto (1866–1932)                                                                                                | 5. November 1921                                                             | 16. Dezember 1921                                                            | Militär                                                                      |
| 29                                                                           |                                                                              | Francisco Pinto da Cunha Leal (1888–1970)                                                                                    | 16. Dezember 1921                                                            | 6. Februar 1922                                                              | parteilos                                                                    |
| 30                                                                           |                                                                              | António Maria da Silva (1872–1950)                                                                                           | 6. Februar 1922                                                              | 15. November 1923                                                            | PD                                                                           |
| 31                                                                           |                                                                              | António Ginestal Machado (1874–1940)                                                                                         | 15. November 1923                                                            | 17. Dezember 1923                                                            | PRN                                                                          |
| 32                                                                           |                                                                              | Álvaro de Castro (1878–1928)                                                                                                 | 18. Dezember 1923                                                            | 6. Juli 1924                                                                 | PRN                                                                          |
| 33                                                                           |                                                                              | Alfredo Rodrigues Gaspar (1865–1938)                                                                                         | 6. Juli 1924                                                                 | 22. November 1924                                                            | PD                                                                           |
| 34                                                                           |                                                                              | José Domingues dos Santos (1885–1958)                                                                                        | 22. November 1924                                                            | 15. Februar 1925                                                             | PRED                                                                         |
| 35                                                                           |                                                                              | Vitorino de Carvalho Guimarães (1876–1957)                                                                                   | 15. Februar 1925                                                             | 1. Juli 1925                                                                 | PD                                                                           |
| 36                                                                           |                                                                              | António Maria da Silva (1872–1950)                                                                                           | 1. Juli 1925                                                                 | 1. August 1925                                                               | PD                                                                           |
| 37                                                                           |                                                                              | Domingos Leite Pereira (1882–1956)                                                                                           | 1. August 1925                                                               | 17. Dezember 1925                                                            | PD                                                                           |
| 38                                                                           |                                                                              | António Maria da Silva (1872–1950)                                                                                           | 17. Dezember 1925                                                            | 30. Mai 1926                                                                 | PD                                                                           |

## Zweite Republik (1926–1974)

### Ditadura Nacional(1926–1932)
| Vorsitzender des Ministeriums – Presidente do Ministério | Vorsitzender des Ministeriums – Presidente do Ministério | Vorsitzender des Ministeriums – Presidente do Ministério | Vorsitzender des Ministeriums – Presidente do Ministério | Vorsitzender des Ministeriums – Presidente do Ministério | Vorsitzender des Ministeriums – Presidente do Ministério |
| Nr.                                                      | Bild                                                     | Name (Lebensdaten)                                       | Amtsbeginn                                               | Amtsende                                                 | Partei                                                   |
| -------------------------------------------------------- | -------------------------------------------------------- | -------------------------------------------------------- | -------------------------------------------------------- | -------------------------------------------------------- | -------------------------------------------------------- |
| 1                                                        |                                                          | José Mendes Cabeçadas Júnior (1883–1965)                 | 30. Mai 1926                                             | 17. Juni 1926                                            | Militär                                                  |
| 2                                                        |                                                          | Manuel de Oliveira Gomes da Costa (1863–1929)            | 17. Juni 1926                                            | 9. Juli 1926                                             | Militär                                                  |
| 3                                                        |                                                          | António Óscar de Fragoso Carmona (1869–1951)             | 9. Juli 1926                                             | 18. April 1928                                           | Militär                                                  |
| 4                                                        |                                                          | José Vicente de Freitas (1869–1952)                      | 18. April 1928                                           | 8. Juli 1929                                             | Militär                                                  |
| 5                                                        |                                                          | Artur Ivens Ferraz (1870–1933)                           | 8. Juli 1929                                             | 21. Januar 1930                                          | Militär                                                  |
| 6                                                        |                                                          | Domingos da Costa Oliveira (1873–1957)                   | 21. Januar 1930                                          | 5. Juli 1932                                             | UN                                                       |

### Estado Novo(1932–1974)
| Vorsitzender des Ministerrates – Presidente do Conselho de Ministros | Vorsitzender des Ministerrates – Presidente do Conselho de Ministros | Vorsitzender des Ministerrates – Presidente do Conselho de Ministros | Vorsitzender des Ministerrates – Presidente do Conselho de Ministros | Vorsitzender des Ministerrates – Presidente do Conselho de Ministros | Vorsitzender des Ministerrates – Presidente do Conselho de Ministros |
| Nr.                                                                  | Bild                                                                 | Name (Lebensdaten)                                                   | Amtsbeginn                                                           | Amtsende                                                             | Partei                                                               |
| -------------------------------------------------------------------- | -------------------------------------------------------------------- | -------------------------------------------------------------------- | -------------------------------------------------------------------- | -------------------------------------------------------------------- | -------------------------------------------------------------------- |
| 1                                                                    |                                                                      | António de Oliveira Salazar (1889–1970)                              | 5. Juli 1932                                                         | 27. September 1968                                                   | UN                                                                   |
| 2                                                                    |                                                                      | Marcelo Caetano (1906–1980)                                          | 27. September 1968                                                   | 25. April 1974                                                       | UN                                                                   |

## Dritte Republik(ab 1974)
| Premierminister – Primeiro Ministro | Premierminister – Primeiro Ministro | Premierminister – Primeiro Ministro                                         | Premierminister – Primeiro Ministro | Premierminister – Primeiro Ministro | Premierminister – Primeiro Ministro |
| Nr.                                 | Bild                                | Name (Lebensdaten)                                                          | Amtsbeginn                          | Amtsende                            | Partei                              |
| ----------------------------------- | ----------------------------------- | --------------------------------------------------------------------------- | ----------------------------------- | ----------------------------------- | ----------------------------------- |
| −                                   |                                     | António de Spínola (Präsident der Junta der Nationalen Rettung) (1910–1996) | 25. April 1974                      | 15. Mai 1974                        | Militär, MFA                        |
| 1                                   |                                     | Adelino da Palma Carlos (1905–1992)                                         | 15. Mai 1974                        | 17. Juli 1974                       | parteilos                           |
| 2                                   |                                     | Vasco Gonçalves (1921–2005)                                                 | 17. Juli 1974                       | 19. September 1975                  | Militär, MFA                        |
| 3                                   |                                     | José Baptista Pinheiro de Azevedo (1917–1983)                               | 19. September 1975                  | 23. Juli 1976                       | Militär, MFA                        |
| −                                   |                                     | Vasco Almeida e Costa (interim) (1932–2010)                                 | 23. Juni 1976                       | 23. Juli 1976                       | Militär, MFA                        |
| 4                                   |                                     | Mário Soares (1924–2017)                                                    | 23. Juli 1976                       | 28. August 1978                     | PS                                  |
| 5                                   |                                     | Alfredo Nobre da Costa (1923–1996)                                          | 28. August 1978                     | 21. November 1978                   | parteilos                           |
| 6                                   |                                     | Carlos Mota Pinto (1936–1985)                                               | 21. November 1978                   | 31. Juli 1979                       | PSD                                 |
| 7                                   |                                     | Maria de Lourdes Pintasilgo (1930–2004)                                     | 31. Juli 1979                       | 3. Januar 1980                      | PS                                  |
| 8                                   |                                     | Francisco Sá Carneiro (1934–1980)                                           | 3. Januar 1980                      | 4. Dezember 1980 (verstorben)       | PSD                                 |
| −                                   |                                     | Diogo Freitas do Amaral (kommissarisch) (1941–2019)                         | 4. Dezember 1980                    | 9. Januar 1981                      | CDS                                 |
| 9                                   |                                     | Francisco Pinto Balsemão (* 1937)                                           | 9. Januar 1981                      | 9. Juni 1983                        | PSD                                 |
| 10                                  |                                     | Mário Soares (1924–2017)                                                    | 9. Juni 1983                        | 6. November 1985                    | PS                                  |
| 11                                  |                                     | Aníbal Cavaco Silva (* 1939)                                                | 6. November 1985                    | 28. Oktober 1995                    | PSD                                 |
| 12                                  |                                     | António Manuel de Oliveira Guterres (* 1949)                                | 28. Oktober 1995                    | 6. April 2002                       | PS                                  |
| 13                                  |                                     | José Manuel Barroso (* 1956)                                                | 6. April 2002                       | 17. Juli 2004                       | PSD                                 |
| 14                                  |                                     | Pedro Santana Lopes (* 1956)                                                | 17. Juli 2004                       | 12. März 2005                       | PSD                                 |
| 15                                  |                                     | José Sócrates (* 1957)                                                      | 12. März 2005                       | 21. Juni 2011                       | PS                                  |
| 16                                  |                                     | Pedro Passos Coelho (* 1964)                                                | 21. Juni 2011                       | 26. November 2015                   | PSD                                 |
| 17                                  |                                     | António Costa (* 1961)                                                      | 26. November 2015                   | 2. April 2024                       | PS                                  |
| 18                                  |                                     | Luís Montenegro (* 1973)                                                    | 2. April 2024                       | im Amt                              | PSD                                 |